# Nassau-Weilburg

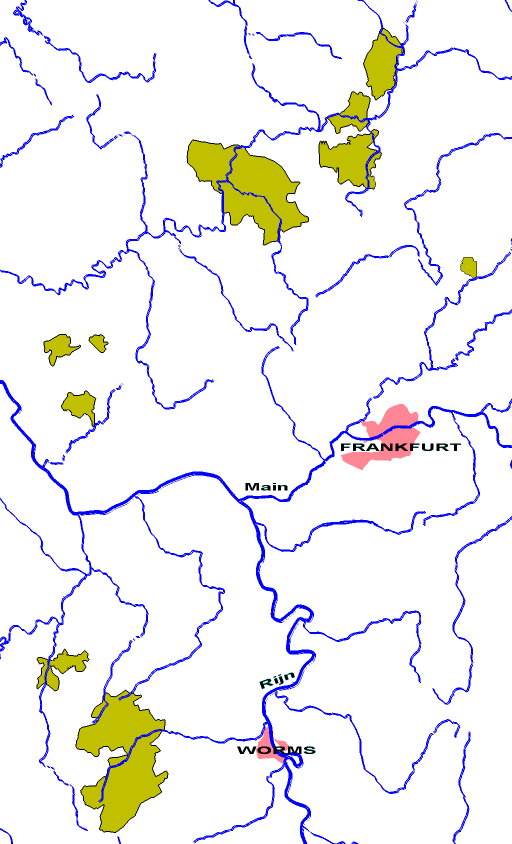
Nassau-Weilburg in 1789

Nassau-Weilburg was een tot de Boven-Rijnse Kreits behorend graafschap binnen het Heilige Roomse Rijk.
Het huis Nassau-Weilburg regeerde van 1816 tot 1866 over het Hertogdom Nassau en sinds 1890 over Luxemburg.

## Nassau-Weilburg (1304-1324)
In deze periode was het graafschap Nassau van de Walramse tak gesplitst in een tak te Weilburg en een tak te Idstein.

## Nassau-Weilburg (1355-1605)
In 1344 doet graaf Gerlach I van Nassau uit de Walramse tak afstand van zijn graafschap ten gunste van zijn zoons. Deze zoons regeren tot 1355 gemeenschappelijk, waarna de bezittingen verdeeld worden:
- Adolf I krijgt Wiesbaden-Idstein (uitgestorven 1605)
- Johan krijgt Weilburg (uitgestorven 1912)
- Rupert krijgt Sonnenberg (uitgestorven 1390)

De eerste graaf, Johan, heeft door zijn huwelijk met Gertrude van Merenberg ook het graafschap Merenberg geërfd. Hij is een aanhanger van keizer Karel IV en voert een actieve politiek om zijn bezittingen uit te breiden. Zijn broer, keurvorst Gerlach van Mainz speelt daarin een belangrijke rol. Op 26 september 1366 wordt Johan op persoonlijke titel door keizer Karel IV tot vorstelijk graaf verheven, maar dit heeft geen rijksrechtelijke gevolgen.
In 1381 erft graaf Filips I via zijn moeder Johanna van Saarbrücken het graafschap Saarbrücken met Commercy en Morley in Lotharingen. Dit graafschap ligt ver verwijderd van zijn stamlanden en wordt de kern van een nieuw conglomeraat van bezittingen. In 1393 erft hij via zijn vrouw Johanna van Hohenlohe de heerlijkheid Kirchheimbolanden (met Dannenfels en Altenbaumberg) en de heerlijkheid Stauf. Verder verwerft de graaf in 1393 de helft van Ottweiler. In 1405 wordt Neuweilnau met Usingen, dat al in pandbezit was, als eigendom gekocht. In 1412 wordt Homburg aan de Blies verworven.
In 1442 delen de twee zoons van Filips I van Nassau-Weilburg het graafschap Nassau-Weilburg-Saarbrücken.
- Johan II krijgt Saarbrücken (uitgestorven 1574)
- Filips II krijgt Weilburg (uitgestorven 1912)

De bezittingen in de Palts (Dannenfels, Stauf, Kirchheim, Altenbaumberg, Wöllstein) blijven gemeenschappelijk.
In 1526 voert graaf Filips III de reformatie in. Hij breidt het gebied in 1536 uit met het ambt Burgschwalbach en een aandeel in Löhnberg, die door het landgraafschap Hessen worden afgestaan. In 1574 sterft Nassau-Saarbrücken uit en valt het gebied aan Nassau-Weilburg.
Omdat de broers Albrecht en Filips IV van Nassau-Weilburg hebben gedeeld, delen ze in 1574 ook de Saarbrücker erfenis: Albrecht krijgt Ottweiler en Filips IV krijgt Saarbrücken. Na de dood van Filips IV in 1602 wordt alles weer herenigd.

## De Walramse gebieden onder één graaf (1605-1629)
Na het uitsterven van Nassau-Idstein in 1605 zijn alle landen van de Walramse tak van het huis Nassau onder graaf Lodewijk II herenigd. Hij voert een gecentraliseerd bestuur, waarbij Saarbrücken het centrum is. Dit heeft echter geen blijvende effecten, want in 1629 vindt er een nieuwe verdeling van de landen plaats, midden in de Dertigjarige Oorlog en dat maakt de gebieden weerloos tegen militair geweld.

## Nassau-Weilburg (1629-1801)
De deling van 1629 kan aanvankelijk niet uitgevoerd worden omdat de graven op de vlucht zijn voor oorlogsgeweld. De definitieve verdeling vindt plaats op 6 maart 1651, dus na afloop van de Dertigjarige Oorlog.
- Johan krijgt het graafschap Wiesbaden-Idstein met de heerlijkheid Lahr en het halve ambt Kirberg.
- Willem Lodewijk krijgt het graafschap Saarbrücken met Jugendheim, Wöllstein, Alt- und Neuweilnau, Usingen en Kirberg
- Ernst Casimir krijgt het graafschap Weilburg met Reichelsheim, Kirchheim, Stauf en de Rijndorpen

Op 9 september 1737 wordt de graaf tot rijksvorst verheven. In juni 1783 sluiten alle linies van het huis Nassau een erfovereenkomst, waarin de eenheid en onvervreemdbaarheid van Nassau en het eerstgeboorterecht wordt vastgelegd. De keizer keurt deze overeenkomst op 29 september 1786 goed. Karel August verlegt zijn residentie naar Kirchheim in de Palts, terwijl de regeringszetel in Weilburg blijft.
Het lukt de graven het gebied goed af te ronden. In 1703 wordt het ambt Hüttenberg dat gemeenschappelijk met het landgraafschap Hessen-Darmstadt wordt bestuurd opgedeeld. In 1706 wordt het aandeel in het gemeenschappelijk bezit van de Rijndorpen aan het keurvorstendom van de Palts afgestaan in ruil voor het ambt Bolanden. In 1716 wordt 1/3 van de heerlijkheid Cleeberg gekocht van het graafschap Leiningen-Westerburg. Het andere deel is van Hessen-Darmstadt. In een conflict met Nassau-Saarbrücken over het graafschap Saarwerden in 1745 wordt 1/3 deel van dit graafschap verworven (ambt Neusaarwerden).
In 1755 wordt het ambt Alsenz verworven van Palts-Zweibrücken in ruil voor 4/9 van de heerlijkheid Homburg bij Zweibrücken. In 1773 worden alle aandelen in Löhnberg verworven door een ruil met Nassau-Oranje.
Ten slotte wordt in 1799 het Sayn-Hachenburg geërfd ten gevolge van het huwelijk van vorst Frederik Willem met Louise, burggravin van Kirchberg. In 1797/1801 worden de gebieden op de linker Rijnoever door Frankrijk ingelijfd.

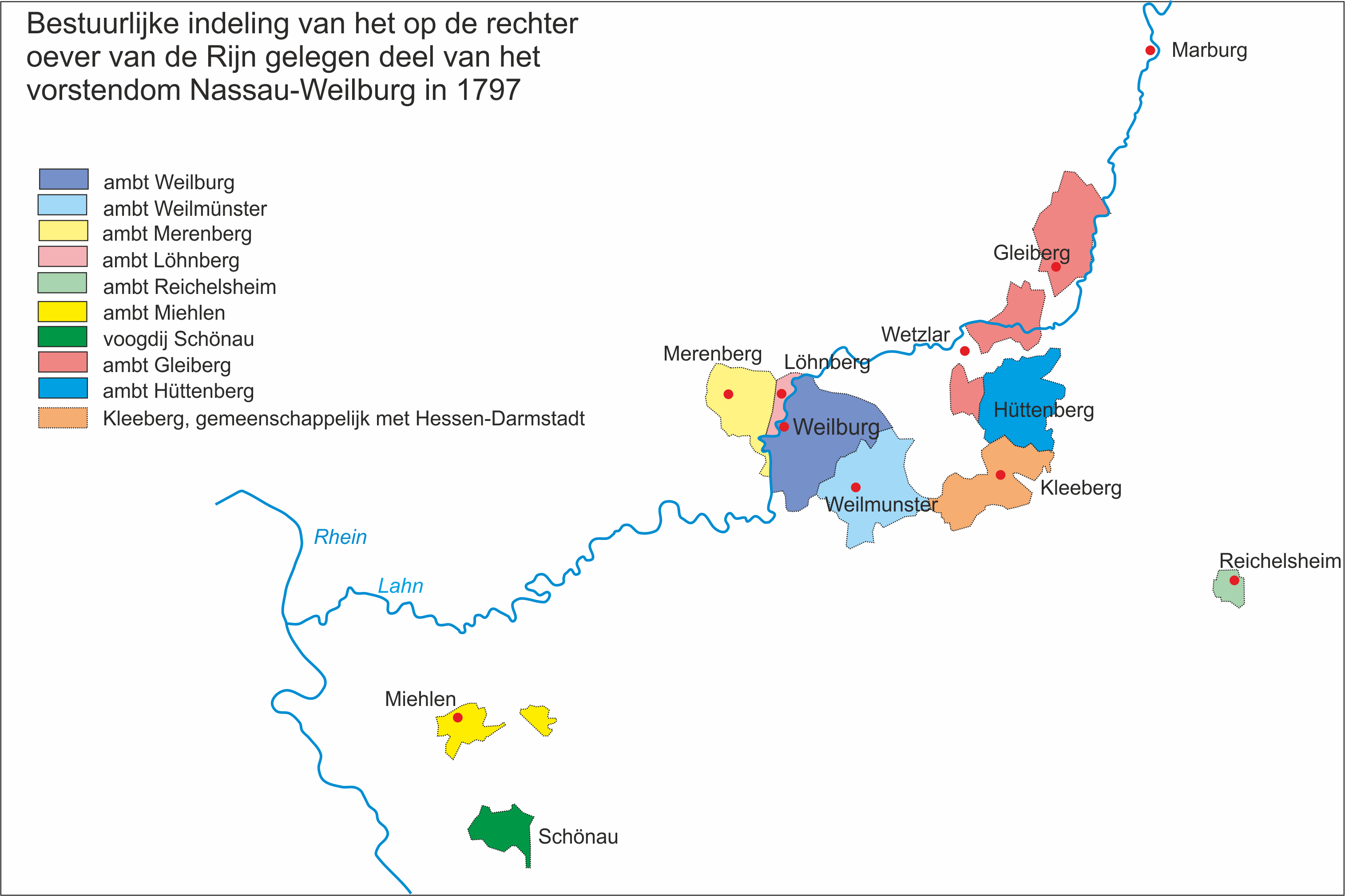
kaart van de bestuurlijke indeling van het gedeelte van het vorstendom Nassau-Weilburg, dat op de rechter oever van de Rijn ligt

## Overzicht van het gebied van Nassau-Weilburg in 1797/99
- Op de rechter Rijnoever: de ambten Weilburg, Weilmünster, Merenberg, Löhnberg, Reichelsheim, de tweeherenlanden (ambt Mielen en voogdij Schönau), de ambten Gleiberg en Hüttenberg, het graafschap Sayn-Hachenburg, Burbach (gemeenschappelijk met Nassau-Oranje), het ambt Cleeberg (gemeenschappelijk met Hessen-Darmstadt).
- Op de linker Rijnoever: 1/3 van het graafschap Saarwerden (ambt Neusaarwerden), de heerlijkheden Kirchheim en Stauf, het ambt Alsenz.

## Gebiedsveranderingen in 1803
In paragraaf 12 van de Reichsdeputationshauptschluss van 25 februari 1803 wordt de schadeloosstelling geregeld: de vorst van Nassau-Weilburg krijgt voor het verlies van 1/3 deel van Saarwerden en de heerlijkheid Kirchheimbolanden de rest van het keurvorstendom Trier met de abdijen Arnstein, Schönau en Marienstatt.
De twee laatste abdijen maakten deel uit van het keurvorstendom Trier, terwijl de abdij Arnstein rijksvrij was.
In paragraaf 32 krijgt de vorst een zetel in de raad der vorsten van de Rijksdag toegewezen.
Het Trierse gebied bestond uit de volgende ambten:
Wellmich, Boppard, Ehrenbreitenstein, Vallendar, Sayn, Herschbach, Grenzau, Montabaur, Limburg, Camberg (gemeenschappelijk met Nassau-Oranje), Wehrheim (idem) en Hammerstein.

## De opname in het nieuwe hertogdom Nassau (1806)
De Rijnbondakte van 12 juli 1806 legt het volgende vast.
- Artikel 5: de chef van het huis Nassau voert de titel hertog.
- Artikel 16: de hertog van Nassau staat aan het groothertogdom Berg af de stad Deutz met bijbehorend gebied, de stad en het ambt Königswinter en het ambt Willich.
- Artikel 24: Onder de soevereiniteit van de hertog van Nassau-Usingen en de vorst van Nassau-Weilburg komen de ambten Dierdorf, Altenwied en Neuerburg, het gedeelte van het graafschap Nieder-Isenburg dat Wied-Runkel bezit, de graafschappen Wied-Neuwied en Holzappel, de heerlijkheid Schaumburg, het graafschap Dietz en onderhorigheden, het deel van het dorp Mensfelden dat Nassau-Fulda bezit, het ambt Wehrheim en Burbach, het deel van de heerlijkheid Runkel dat op de linker oever van de Lahn ligt, de rijksridderlijke heerlijkheid Cransberg en de ambten Hohensolms, Braunfels en Greifenstein. Dit is de mediatisering.

Omdat de hertog van Nassau-Usingen geen erfgenamen heeft en dus op afzienbare termijn door de vorst van Nassau-Weilburg zal worden opgevolgd, besluiten de beide vorsten al een gemeenschappelijke regering te vormen.
Op 30 augustus 1806 gaan beide vorstendommen op in het hertogdom Nassau.

## De dynastie Nassau-Weilburg in Luxemburg (1890-1912/1964)
De in 1866 afgezette hertog Adolf van Nassau kwam na de dood van Willem III in 1890 op de troon van Luxemburg, omdat Willems dochter Wilhelmina daar, op grond van het huisverdrag en niet zoals zo vaak beweerd de Salische wet, niet tot opvolgen gerechtigd was. Adolfs opvolger Willem IV Alexander maakte, daar hij enkel dochters had, opvolging in de vrouwelijke lijn alsnog mogelijk, zodat hij in 1912 werd opgevolgd door zijn dochter Maria Adelheid, op wie in 1919 haar zuster Charlotte volgde, tot haar afstand in 1964.

## Regenten

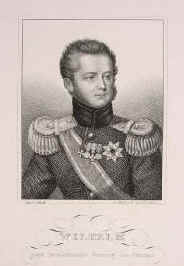
Willem, vorst van Nassau-Weilburg, later hertog van Nassau

| regering        | naam             | geboren    | overleden                                                     | familie                                                    |
| --------------- | ---------------- | ---------- | ------------------------------------------------------------- | ---------------------------------------------------------- |
| 1344/55-1371    | Johan I          | 1309       | 20-9-1371                                                     | zoon van Gerlach I van Nassau                              |
| 1371-1429       | Filips I         | 1368       | 2-7-1429                                                      | zoon                                                       |
| 1429-1492       | Filips II        | 12-3-1418  | 19-3-1492                                                     | zoon                                                       |
| 1492-1523       | Lodewijk I       | 1473       | 28-5-1523                                                     | kleinzoon van Filips II (zijn vader was in 1480 overleden) |
| 1523-1559       | Filips III       | 20-9-1504  | 4-10-1559                                                     | zoon                                                       |
| 1559-1593       | Albrecht         | 26-12-1537 | 11-11-1593                                                    | zoon, regeert samen met Filips IV                          |
| 1559-1602       | Filips IV        | 14-10-1542 | 12-3-1602, regeert samen met Albrecht, na 1593 met diens zoon | broer                                                      |
| 1593-1625       | Lodewijk II      | 9-8-1565   | 8-11-1627                                                     | zoon van Albrecht, regeert tot 1602 samen met Filips IV    |
| 1625/29/51-1655 | Ernst Casimir    | 15-11-1607 | 16-4-1655                                                     | zoon                                                       |
| 1655-1675       | Frederik         | 16-4-1640  | 19-9-1675                                                     | zoon                                                       |
| 1675-1719       | Johan Ernst      | 13-6-1664  | 27-2-1719                                                     | zoon, regeert tot 1684 samen met Willem Frederik           |
| 1675-1684       | Willem Frederik  | 21-8-1665  | 14-8-1684                                                     | broer, regeert samen met Johan Ernst                       |
| 1719-1753       | Karel August     | 17-9-1685  | 9-11-1753                                                     | zoon van Johan Ernst                                       |
| 1753-1788       | Karel Christiaan | 16-1-1735  | 28-11-1788                                                    | zoon                                                       |
| 1788-1806/16    | Frederik Willem  | 25-10-1768 | 9-1-1816                                                      |                                                            |

België (België) · Bernadotte (Zweden) · Bourbon (Spanje) · Grimaldi (Monaco) · Liechtenstein (Liechtenstein) · Nassau-Weilburg (Luxemburg) · Oranje-Nassau (Nederland) · Sleeswijk-Holstein-Sonderburg-Glücksburg (Denemarken/Noorwegen) · Windsor (Verenigd Koninkrijk)

Na 1918 onttroond:
Hohenzollern-Sigmaringen (Roemenië) · Karađorđević (Joegoslavië) · Saksen-Coburg en Gotha (Bulgarije) · Savoye (Italië/Savoye/Albanië/Kroatië) · Sleeswijk-Holstein-Sonderburg-Glücksburg (Griekenland) · Zogoe (Albanië)
Ascaniërs · Habsburg · Hannover (Welfen) · Hohenzollern · Holstein-Gottorp (Oldenburg) · Liechtenstein1 · Lippe · Nassau-Usingen · Nassau-Weilburg2 · Obotriten · Oldenburg2 · Nassau-Dietz2 · Reuss · Schwarzburg · Waldeck · Welfen · Wettin2 · Wittelsbach · Württemberg · Zähringen

1Regeert thans nog in Liechtenstein. 2Regeert thans nog, maar niet meer over een Duits te noemen land.